# 晨星旗
晨星旗（荷蘭語：Morgenstervlag）是荷屬新幾內亞曾與荷蘭國旗並用的旗幟，於1961年12月1日首次升起。此旗幟在旗杆側（左側）有一紅色縱帶，其中有一白色的五角星；縱帶的右側則為藍白交錯的13道橫條，共有7道藍橫條與6道白橫條，旗幟的顏色為受荷蘭國旗啟發，7道藍橫條象徵西巴布亞傳統的七個地區。主張西巴布亞獨立的自由巴布亞運動大量使用晨星旗，海外聲援西巴布亞的抗議活動也常使用此旗幟。

## 歷史

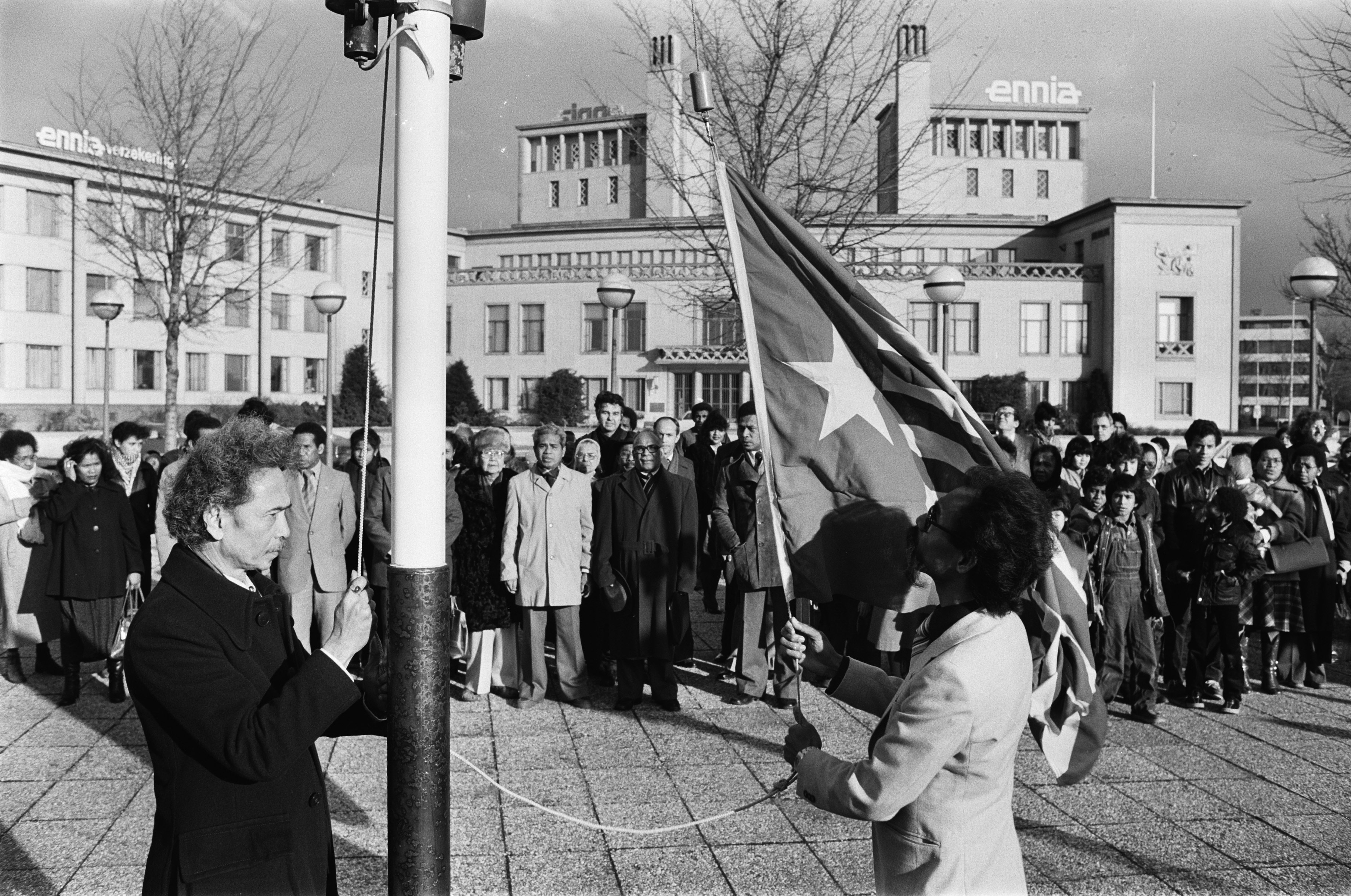
1979年12月1日，荷蘭海牙升起晨星旗

1961年4月紐幾內亞議會成立，28名議員在荷屬新幾內亞總督彼得·普拉蒂爾見證之下宣誓就職，澳洲、法國、荷蘭、紐西蘭、英國與數個太平洋島國代表出席就職典禮。議會任命一委員會負責起草西巴布亞的獨立宣言，並設計國旗與國歌，其中副議長尼古拉斯·尤爾設計了國旗。同年10月31日紐幾內亞議會將國旗上呈總督，但荷屬新幾內亞當局不承認該旗為國旗，僅將其視為地區旗幟，於11月18日發布的第362號命令正式承認該旗（記錄於1961年第68期的荷屬新幾內亞政府公報）。12月1日議會大樓外舉行典禮，晨星旗首次與荷蘭國旗一起升起，典禮中並演奏西巴布亞國歌《噢我的土地巴布亞》，總督為典禮嘉賓。
隔年（1962年）荷屬新幾內亞即由聯合國臨時行政當局（UNTEA）託管，1963年被併入印尼，當地開始反抗印尼佔領的抵抗運動。1971年7月1日，自由巴布亞運動領導人賽斯·龍科連宣布成立獨立的西巴布亞共和國，並以晨星旗為國旗。
晨星旗為世界各地主張西巴布亞獨立的人士廣泛使用。2001年印尼政府通過《巴布亚特别自治法》，其中規定晨星旗可在西巴布亞合法升起，但前提是需與印尼國旗同時使用，且印尼國旗的高度需高於晨星旗，實務上印尼政府、法院經常將晨星旗視作巴布亞獨立運動的象徵而加以禁止。2004年，獨立運動人士菲列普·卡尔马與尤薩克·帕卡吉因在西巴布亞第一大城查亞普拉的示威活動中舉起晨星旗而被捕，分別被判15年與10年有期徒刑，帕卡吉於2010年獲釋，卡尔马則於2015年11月獲釋，在被關押期間受獄警虐待。國際特赦組織將兩人視為良心犯，於2011年將卡尔马一案列為應優先處理的案件。
2019年12月，數十至數百人因慶祝晨星旗紀念日（12月1日，即晨星旗於1961年首次升起之日）而被捕，西巴布亞許多地方政府皆已禁止慶祝晨星旗紀念日。

## 圖集

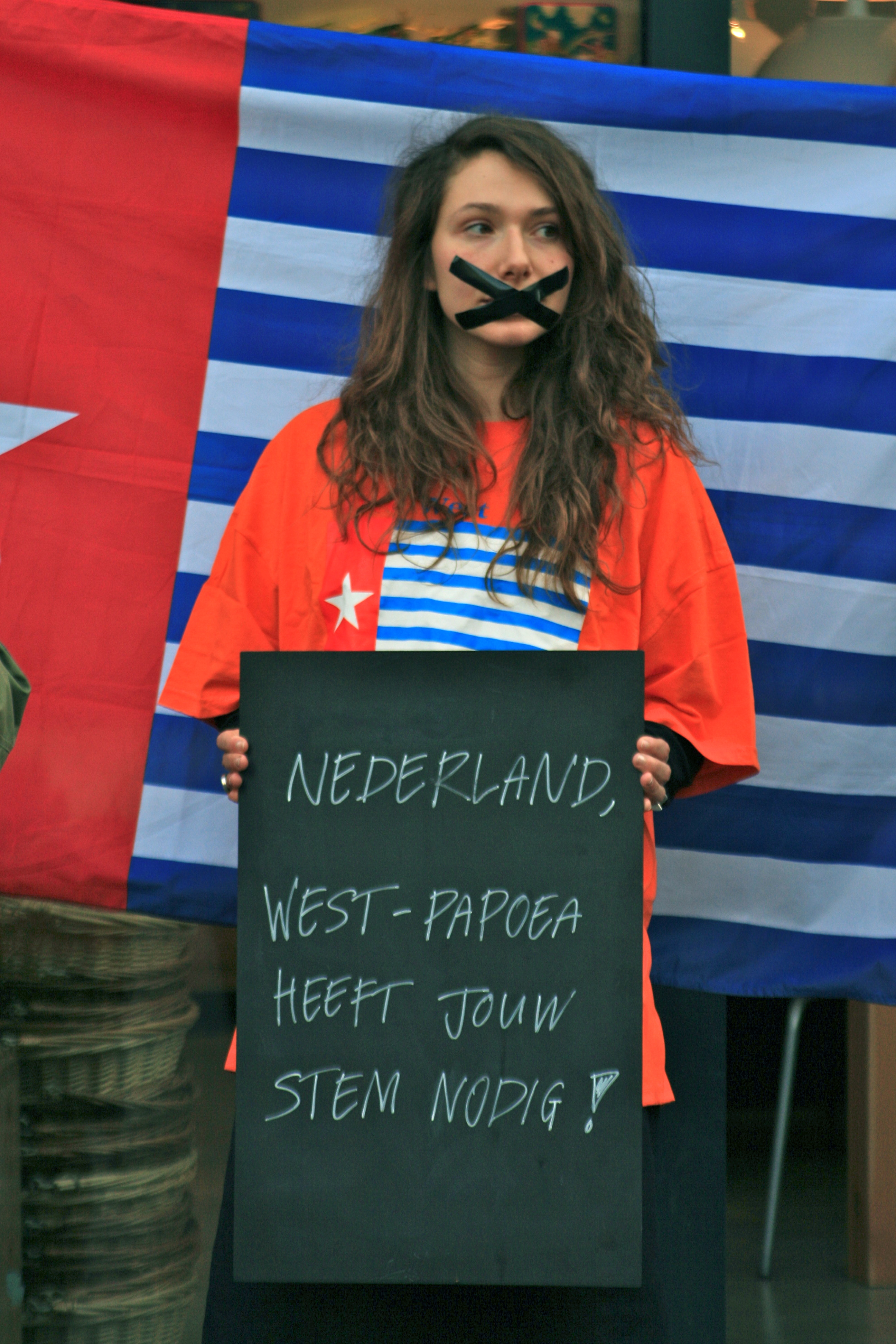
2011年荷蘭聲援西巴布亞的抗議活動
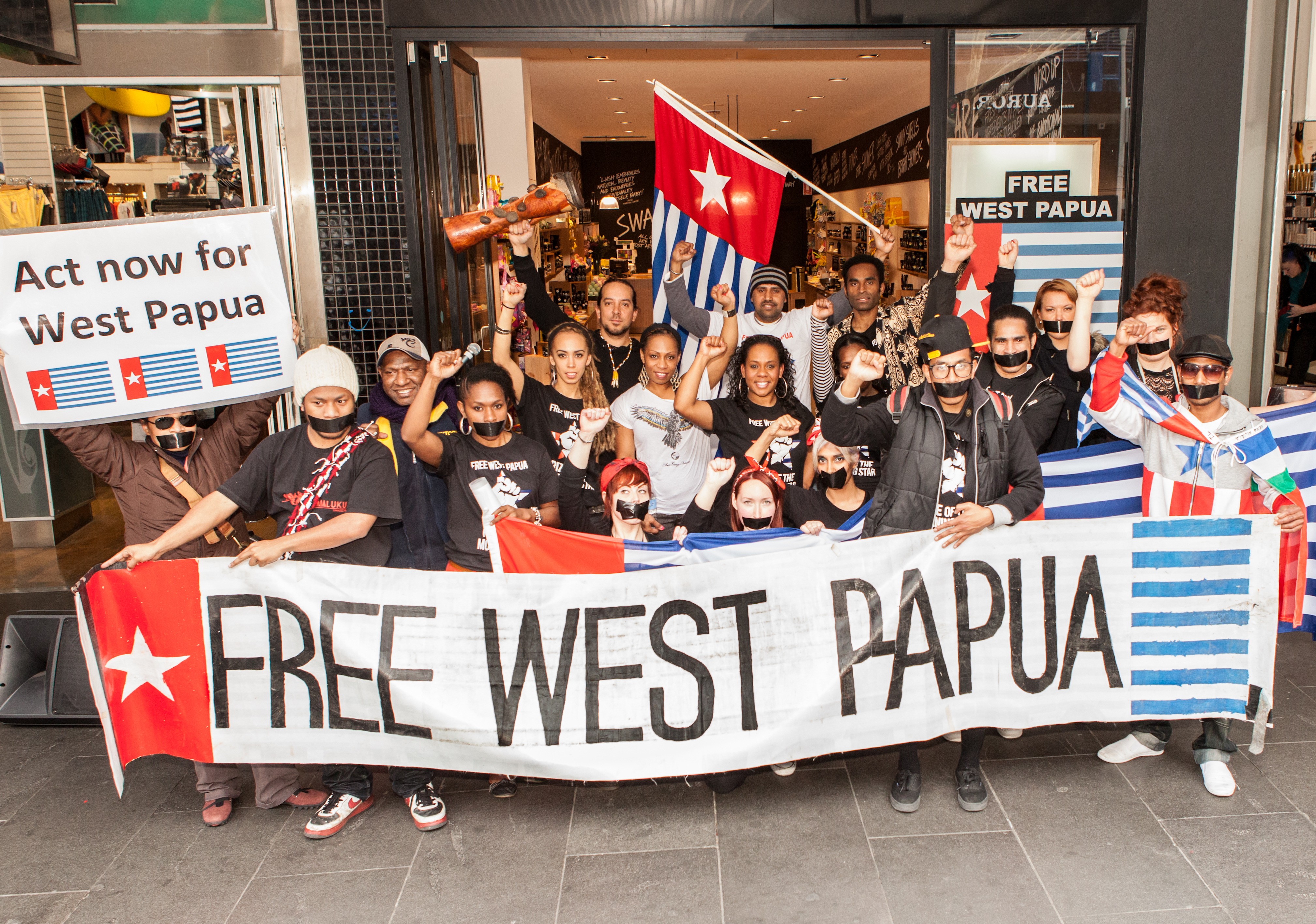
2012年8月澳洲墨爾本的西巴布亞獨立運動集會，要求印尼政府釋放因舉起晨星旗被捕的菲列普·卡尔马（英语：Filep Karma）
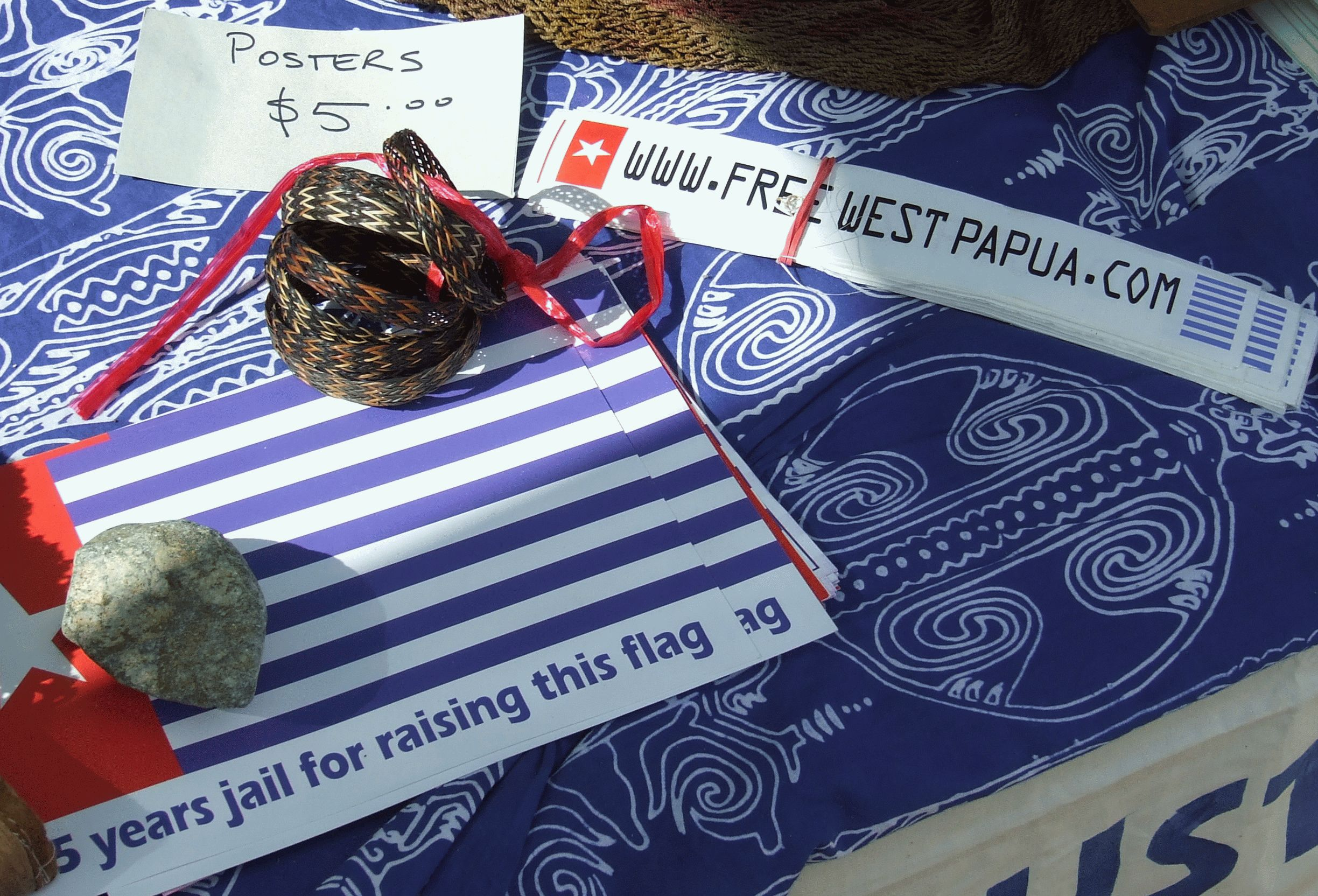
澳洲西巴布亞協會活動的標語
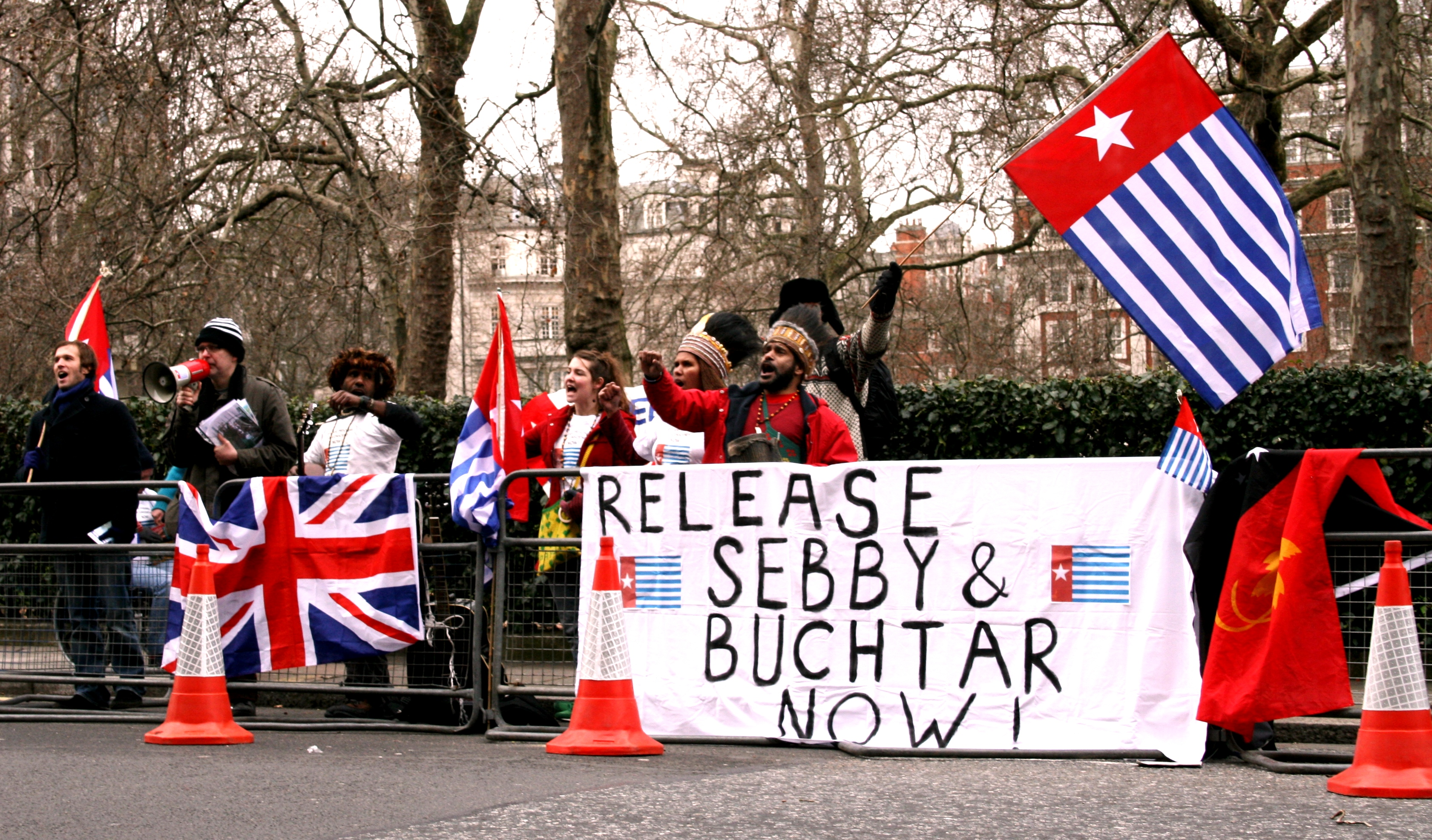
2009年英國要求釋放西巴布亞政治犯的抗議活動